# Mộ Dung Dao
Mộ Dung Dao (tiếng Trung: 慕容瑤; bính âm: Mùróng Yáo) (?-386), Ngụy thư ghi là Mộ Dung Vọng (慕容望) là vua thứ 5 nước Tây Yên của người Tiên Ti vào thời Ngũ Hồ thập lục quốc trong lịch sử Trung Quốc. Ông là con trai của hoàng đế Mộ Dung Xung, Mộ Dung Xung là con trai của hoàng đế Mộ Dung Tuấn của Tiền Yên.
Mộ Dung Xung bị tướng Hàn Diên (韓延) giết chết vào năm 386 do Mộ Dung Xung muốn ở lại Trường An và chống lại nguyện vọng muốn trở về quê nhà ở phía đông của người dân. Tiếp đó là hai người cai trị ngắn ngủi là Đoàn Tùy và Mộ Dung Nghĩ, song sau khi Mộ Dung Thao (慕容韜) giết chết Mộ Dung Nghĩ, Mộ Dung Hằng (慕容恆), người không ủng hộ các hành động của em trai Mộ Dung Thao, đã ủng hộ Mộ Dung Dao làm hoàng đế mới. Tuy nhiên, người dân không ủng hộ Mộ Dung Dao và quay sang ủng hộ tướng Mộ Dung Vĩnh, Mộ Dung Vĩnh sau đó đã giết chết Mộ Dung Dao trong một cuộc chính biến và đưa Mộ Dung Trung lên thay thế. Mộ Dung Trung là con trai của người khai quốc Tây Yên, Tế Bắc vương Mộ Dung Hoằng.